# Pseudogyrtona trichocera
Pseudogyrtona trichocera är en fjärilsart som beskrevs av George Francis Hampson 1926. Pseudogyrtona trichocera ingår i släktet Pseudogyrtona och familjen nattflyn. Inga underarter finns listade.